# Konstruktoren und Destruktoren
Als Konstruktoren und Destruktoren (aus dem Englischen auch kurz ctor bzw. dtor genannt) werden in der Programmierung spezielle Prozeduren oder Methoden bezeichnet, die beim Erzeugen bzw. Auflösen von Objekten und Variablen aufgerufen werden. Konstruktoren können mit Parametern versehen werden, während Destruktoren in der Regel argumentfrei sind.
Durch Konstruktoren und Destruktoren bleibt der Anschein der Atomarität der Erstellung bzw. des Abbaus gewahrt. Gleichzeitig können bereits bei der Deklaration durch Übergabe von bestimmten Parametern die Regeln zur Erstellung und Auflösung von Variablen des betreffenden Typs formuliert werden.
Konstruktoren und Destruktoren kommen zwar in manchen objektorientierten Programmiersprachen vor, sind aber ein von der objektorientierten Programmierung (OOP) unabhängiges Konzept, das weder Voraussetzung für OOP ist, noch auf die OOP beschränkt ist. So kommen Konstruktoren und Destruktoren beispielsweise auch in prozeduralen Programmiersprachen vor.

## Konstruktoren
Die Aufgabe von Konstruktoren ist, Objekte in einen definierten Anfangszustand zu bringen und so benötigte Ressourcen zu reservieren, sofern diese zum Zeitpunkt der Objekterstellung bereits bekannt sind.

### Konstruktortypen
nullary constructor ist ein Konstruktor ohne Parameter:
```
class
 
MyClass

{

    
MyClass
()

}

```

In den Programmiersprachen Java und C# wird eine Klasse, die keinen expliziten Konstruktor hat, implizit mit einem parameterlosen Konstruktor (default constructor) versehen.
Ein copy constructor dient der Erzeugung einer Objektkopie und hat den eigenen Objekttyp als Parameter (vergleiche flache Kopie vs. tiefe Kopie):
```
class
 
MyClass

{

    
MyClass
(
MyClass
 
object
)
 
{
 
}

}

```

Ein forwarding constructor (auch constructor forwarding genannt) gibt die Parameter an einen anderen Konstruktor weiter und verwendet Standardwerte für die fehlenden Parameter. Dies ist insbesondere für Programmiersprachen relevant, die keine Standardwerte unterstützen (z. B. Java). Dieses Konstrukt ist zu unterscheiden von einer Initialisierungsliste, in der wirklich Werte gesetzt werden, während der forwarding constructor nur Werte weitergibt.
```
class
 
MyClass

{

    
MyClass
(
int
 
value
):
 
this
(
value
,
 
0
)
 
{
 
}

    
MyClass
(
int
 
value1
,
 
int
 
value2
)
 
{
 
}

}

```

### Beispiele

#### Java
```
class
 
Beispiel

{

    
// Konstruktor ohne Parameter

    
public
 
Beispiel
()
 
{
 
}

    
// Konstruktor mit Parameter

    
public
 
Beispiel
(
String
 
text
)

    
{

        
System
.
out
.
println
(
text
);

    
}

    
// Hauptmethode

    
public
 
static
 
void
 
main
(
String
[]
 
args
)

    
{

        
Beispiel
 
beispiel1
 
=
 
new
 
Beispiel
();
  
// Keine Ausgabe

        
Beispiel
 
beispiel2
 
=
 
new
 
Beispiel
(
"Zweiter Konstruktor"
);
  
// Ausgabe: Zweiter Konstruktor

    
}

}

```

#### C++
```
class
 
Beispiel

{

public
:

    
// Konstruktor ohne Parameter

    
Beispiel
()
 
{
 
}

    
// Konstruktor mit Parameter

    
Beispiel
(
int
 
i
)

    
{

        
std
::
cout
 
<<
 
i
 
<<
 
std
::
endl
;

    
}

};

```

#### C#
```
class
 
Beispiel

{

	
// Konstruktor ohne Parameter, der den anderen Konstruktor mit this(..., ...) aufruft

	
public
 
Beispiel
()
 
:
 
this
(
"Heute ist der "
,
 
DateTime
.
Today
)

	
{

	
}

	

	
// Konstruktor mit zwei Parametern

	
public
 
Beispiel
(
string
 
text
,
 
DateTime
 
datum
)

	
{

		
Console
.
WriteLine
(
text
 
+
 
datum
.
ToShortDateString
());

	
}

	

    
// Hauptmethode

	
public
 
static
 
void
 
Main
(
string
[]
 
args
)

	
{

		
Beispiel
 
beispiel1
 
=
 
new
 
Beispiel
(
"Morgen ist der "
,
 
DateTime
.
Today
.
AddDays
(
1
));

		
// Aufruf des ersten Konstruktors

		
// Ausgabe: Morgen ist der {dd.MM.yyyy}

		

		
Beispiel
 
beispiel2
 
=
 
new
 
Beispiel
();

		
// Aufruf des zweiten Konstruktors

		
// Ausgabe: Heute ist der {dd.MM.yyyy}

	
}

}

```

#### PHP
```
/**

 * @see: https://www.php.net/manual/en/language.oop5.decon.php

 */

class
 
Foobar

{

    
// Konstruktor mit Parameter und Defaultwert

    
public
 
function
 
__construct
(
$text
 
=
 
null
)

    
{

        
if
 
(
$text
 
!==
 
null
)

        
{

            
echo
 
$text
;

        
}

    
}

    
public
 
function
 
Foobar
()

    
{

        
// wird in PHP 5.3.0-5.3.2 als Konstruktor behandelt

        
// wird in PHP 5.3.3 und höher als reguläre Methode behandelt

    
}

}

```

## Destruktoren
Destruktoren sind in der Regel dafür verantwortlich, vom Objekt benutzte Ressourcen freizugeben. Programmiersprachen wie C++ garantieren die Ausführung von Destruktoren, wann immer der Gültigkeitsbereich der Variablen verlassen wird (siehe RAII), sofern die Grundregel eingehalten wird, dass ein Destruktor den Kontrollfluss nicht durch Werfen einer Ausnahme (throw) unterbricht. Deshalb werden mitunter Konstruktoren und Destruktoren eingesetzt, deren einziger Zweck die Sicherstellung korrekter Ressourcenbilanz im gegebenen Kontext ist, in C++ beispielsweise bei dem Klassen-Template unique_ptr.

### Unterschied zur Finalisierung
Programmiersprachen wie Java oder Python und die Entwicklungsplattform .NET verwenden das zu Destruktoren alternative Konzept der Finalisierung, bei der Aufräumarbeiten nicht zum frühest möglichen Zeitpunkt, sondern erst mit dem nächsten Lauf der automatischen Speicherbereinigung (engl. garbage collection) durchgeführt werden. Die Prozedur, die dies erledigt, nennt sich Finalisierungsroutine oder Finalisierer. Finalisierer haben im Vergleich zu Destruktoren einige Einschränkungen. So dürfen beispielsweise Finalisierer im Allgemeinen nicht auf andere Objekte verweisen, da es sein kann, dass diese bereits abgebaut wurden.